# Natação nos Jogos Pan-Americanos de 2019 - Revezamento 4x100 m livre misto
As competições do revezamento 4x100 metros livre misto da natação nos Jogos Pan-Americanos de 2019 foram realizadas em 7 de agosto no Centro Aquático Nacional, em Lima, no Peru. 

## Calendário
Horário local (UTC-5).
| Data        | Horário | Fase          |
| ----------- | ------- | ------------- |
| 7 de agosto | 12:15   | Eliminatórias |
| 7 de agosto | 22:07   | Final         |

## Medalhistas
|  | USA Estados Unidos |  | BRA Brasil |  | MEX México |
|  | Claire Rasmus Margo Geer Michael Chadwick Nathan Adrian Alexandra de Loof* Andrew Abruzzo* Charles Swanson* Madison Kennedy* |  | Breno Correia Etiene Medeiros Larissa Oliveira Marcelo Chierighini Camila Mello* João de Lucca* Lorrane Ferreira* Pedro Spajari* |  | Daniel Zabdiel Ramirez Carranza Jorge Andres Iga Cesar Maria José Mata Cocco Monika González Hermosillo José Angel Martínez Gómez* Marie Ximena Conde Merlos* Tayde Ana Sofia Revilak Fonseca* |

* Nadadores que só participaram das eliminatórias da prova, mas que também recebem medalhas.

## Recordes
Antes desta competição, os recordes mundiais e pan-americanos da prova eram os seguintes:
| Tipo                             | Atleta | Tempo   | Local   | Data                |
| -------------------------------- | --- | ------- | ------- | ------------------- |
|                                  | Estados Unidos · Caeleb Dressel (47.34) · Zach Apple (47.34) · Mallory Comerford (52.72) · Simone Manuel (52.00) | 3m30s05 | Gwangju | 27 de julho de 2019 |
| Recorde dos Jogos Pan-Americanos | | '       |         |                     |

Os seguintes novos recordes foram estabelecidos durante esta competição:
| Data        | Evento | Atleta | Tempo   | Notas                            |
| ----------- | ------ | --- | ------- | -------------------------------- |
| 7 de agosto | Final  | Estados Unidos · Michael Chadwick (49.09) · Nathan Adrian (47.56) · Claire Rasmus (55.10) · Margo Geer (53.09) | 3:24.84 | Recorde dos Jogos Pan-Americanos |

## Resultados

### Eliminatórias
A eliminatória foi realizada em 7 de agosto. 
| Pos. | Bateria | Raia | Nadador                                                                                              | Nacionalidade      | Tempo   | Notas |
| ---- | ------- | ---- | --- | ------------------ | ------- | ----- |
| 1    | 2       | 4    | João de Lucca (49.33) Pedro Spajari (48.84) Lorrane Ferreira (57.18) Camila Mello (56.97)            | BRA Brasil         | 3:32.32 | Q,    |
| 2    | 1       | 3    | Andrew Abruzzo (51.70) Charles Swanson (50.85) Madison Kennedy (55.72) Ali DeLoof (55.25)            | USA Estados Unidos | 3:33.52 | Q     |
| 3    | 2       | 2    | Javier Acevedo (52.99) James Dergousoff (51.94) Kyla Leibel (55.60) Alexia Zevnik (55.74)            | CAN Canadá         | 3:36.27 | Q     |
| 4    | 1       | 5    | Daniel Ramírez (49.45) Tayde Revilak (58.01) Marie Condé (59.00) José Martínez Gómez (51.22)         | MEX México         | 3:37.68 | Q     |
| 5    | 1       | 4    | Lautaro Rodríguez (51.23) Guido Buscaglia (49.99) Macarena Ceballos (57.52) Andrea Berrino (1:00.83) | ARG Argentina      | 3:39.57 | Q     |
| 6    | 2       | 6    | Sebastián Arispe (52.12) Jessica Cattaneo (59.69) Ricardo Espinosa (51.56) McKenna DeBever (56.39)   | PER Peru           | 3:39.76 | Q     |
| 7    | 2       | 3    | Jared Fitzgerald (51.23) Gershwin Greene (52.42) Ariel Weech (59.61) Margaret Higgs (58.60)          | BAH Bahamas        | 3:41.86 | Q     |
| 8    | 2       | 5    | Antoine Khazne (51.91) Andy Arteta (53.30) Fabiana Pesce (59.17) Simone Palomo (59.25)               | VEN Venezuela      | 3:43.63 | Q     |
| 9    | 1       | 6    | Isaac Beitia (51.89) Catherine Cooper (1:00.66) Ireyra Tamayo (1:02.90) Hernán Gonzalez (59.66)      | PAN Panamá         | 3:55.11 |       |

### Final
A final foi realizada em 7 de agosto. 
| Pos.              | Raia | Nadadores                                                                                             | Nacionalidade      | Tempo   | Notas                            |
| ----------------- | ---- | --- | ------------------ | ------- | -------------------------------- |
| Medalha de ouro   | 5    | Michael Chadwick (49.09) Nathan Adrian (47.56) Claire Rasmus (55.10) Margo Geer (53.09)               | USA Estados Unidos | 3:24.84 | Recorde dos Jogos Pan-Americanos |
| Medalha de prata  | 4    | Breno Correia (48.81) Marcelo Chierighini (47.61) Larissa Oliveira (54.72) Etiene Medeiros (54.83)    | BRA Brasil         | 3:25.97 |                                  |
| Medalha de bronze | 6    | Daniel Ramírez (49.64) Jorge Iga (48.76) Monika González-Hermosillo (56.19) María Mata (56.77)        | MEX México         | 3:31.36 | Recorde nacional                 |
| 4                 | 8    | Cristian Quintero (49.00) Alberto Mestre Vivas (49.38) Jeserik Pinto (57.27) Andrea Santander (58.57) | VEN Venezuela      | 3:34.22 |                                  |
| 5                 | 2    | Guido Buscaglia (50.17) Federico Grabich (49.27) Delfina Pignatiello (58.15) Andrea Berrino (57.28)   | ARG Argentina      | 3:34.87 |                                  |
| 6                 | 3    | Alyson Ackman (55.67) James Dergousoff (52.57) Alexia Zevnik (54.54) Javier Acevedo (52.41)           | CAN Canadá         | 3:35.19 |                                  |
| 7                 | 1    | Jared Fitzgerald (50.97) Gershwin Greene (52.42) Ariel Weech (59.58) Lillian Higgs (59.62)            | BAH Bahamas        | 3:42.59 |                                  |
| 8                 | 7    | Ricardo Espinosa (52.52) Silvana Cabrera (1:01.89) Javier Tang Juy (52.55) Azra Avdic (59.66)         | PER Peru           | 3:46.62 |                                  |

Legenda
| Recorde mundial                  | Recorde mundial (World record)               |                       | Recorde africano                      | Recorde africano (African) |                                           | Q | Classificado por posição (Qualified) |
| Recorde dos Jogos Pan-Americanos | Recorde pan-americano (Pan-American record)  | Recorde da América    | Recorde da América (Americas)         | q                          | Classificado por melhor tempo (Qualified) |   |                                      |
| Melhor marca do ano              | Melhor marca do ano (World leading)          | Recorde asiático      | Recorde asiático (Asian)              | DNS                        | Não largou (Did not start)                |   |                                      |
| Recorde nacional                 | Recorde nacional (National record)           | Recorde europeu       | Recorde europeu (European)            | DNF                        | Não terminou (Did not finish)             |   |                                      |
| Recorde pessoal                  | Recorde pessoal do atleta (Personal best)    | Recorde da Oceania    | Recorde da Oceania (Oceania)          | DSQ / DQ                   | Desclassificado (Disqualified)            |   |                                      |
| Recorde da temporada             | Recorde da temporada do atleta (Season best) | Recorde sul-americano | Recorde sul-americano (South America) | NM                         | Sem marca (No mark)                       |   |                                      |